# 214
El año 214 (CCXIV) fue un año común comenzado en sábado del calendario juliano, en vigor en aquella fecha.
En el Imperio romano el año fue nombrado como el del consulado de Mesala y Suetrio o, menos comúnmente, como el 967 Ab urbe condita, siendo su denominación como 214 posterior, de la Edad Media, al establecerse el Anno Domini.

## Acontecimientos

### Imperio romano
- El reino de Osroene se convierte en provincia del Imperio romano.
- Catalo derrota a los godos en el Danubio inferior.
- Las victorias de Caracalla en Alemania aseguran su popularidad dentro del ejército romano.
- Las defensas de Recia se refuerzan, en forma de un muro de piedra ininterrumpido.

### Asia
- El reino coreano de Baekje ataca a las tribus mohe.
- Liu Bei toma la provincia de Yi (益州) de su compañero de clan Liu Zhang, formando la última base del reino de Shu durante el Período de los tres reinos.

## Nacimientos
- 10 de mayo: Claudio II el Gótico, emperador romano  (también se ha señalado 213).
- 9 de septiembre: Aureliano, emperador romano.
- Emiliano, emperador romano (también se ha señalado 207)